# اورسته کورباتا
اورسته کورباتا (اسپانیایی: Oreste Corbatta‎; ۱۱ مارس ۱۹۳۶ – ۵ دسامبر ۱۹۹۱) بازیکن فوتبال اهل آرژانتین بود.
از باشگاه‌هایی که در آن بازی کرده‌است می‌توان به باشگاه فوتبال راسینگ، باشگاه فوتبال سانتا فه، باشگاه فوتبال ایندپندینته مدئین، و باشگاه فوتبال بوکا جونیورز اشاره کرد.
وی همچنین در تیم ملی فوتبال آرژانتین بازی کرده‌است.